# صيدور (إربد)
صيدور منطقة سكنية تقع في لواء الوسطية، محافظة إربد في الأردن. تنتمي المنطقة للواء الوسطية الذي يضم 7 مناطق. يقدر عدد سكانها بـ 2302 نسمة حسب إحصاء 2015.

## الوصلات الخارجية
- دائرة الاحصاءات العامة